# Danh sách tiểu hành tinh: 17401–17500
| Tên                  | Tên đầu tiên | Ngày phát hiện       | Nơi phát hiện          | Người phát hiện                  |
| -------------------- | ------------ | -------------------- | ---------------------- | -------------------------------- |
| 17401                | 1985 RP3     | 7 tháng 9 năm 1985   | La Silla               | H. Debehogne                     |
| 17402 -              | 1985 UF      | 20 tháng 10 năm 1985 | Anderson Mesa          | E. Bowell                        |
| 17403 -              | 1986 EL5     | 6 tháng 3 năm 1986   | La Silla               | G. DeSanctis                     |
| 17404 -              | 1986 TZ3     | 4 tháng 10 năm 1986  | Kleť                   | A. Mrkos                         |
| 17405 -              | 1986 VQ2     | 4 tháng 11 năm 1986  | Caussols               | CERGA                            |
| 17406 -              | 1987 DO      | 25 tháng 2 năm 1987  | Ojima                  | T. Niijima, T. Urata             |
| 17407 -              | 1987 TG      | 14 tháng 10 năm 1987 | Kleť                   | A. Mrkos                         |
| 17408 McAdams        | 1987 UZ1     | 19 tháng 10 năm 1987 | Palomar                | C. S. Shoemaker, E. M. Shoemaker |
| 17409                | 1988 BA4     | 19 tháng 1 năm 1988  | La Silla               | H. Debehogne                     |
| 17410 -              | 1988 CQ4     | 13 tháng 2 năm 1988  | La Silla               | E. W. Elst                       |
| 17411                | 1988 DF3     | 22 tháng 2 năm 1988  | Siding Spring          | R. H. McNaught                   |
| 17412 Kroll          | 1988 KV      | 24 tháng 5 năm 1988  | La Silla               | W. Landgraf                      |
| 17413                | 1988 RT4     | 1 tháng 9 năm 1988   | La Silla               | H. Debehogne                     |
| 17414 -              | 1988 RN10    | 14 tháng 9 năm 1988  | Cerro Tololo           | S. J. Bus                        |
| 17415 -              | 1988 RO10    | 14 tháng 9 năm 1988  | Cerro Tololo           | S. J. Bus                        |
| 17416 -              | 1988 RR10    | 14 tháng 9 năm 1988  | Cerro Tololo           | S. J. Bus                        |
| 17417 -              | 1988 RY10    | 14 tháng 9 năm 1988  | Cerro Tololo           | S. J. Bus                        |
| 17418 -              | 1988 RT12    | 14 tháng 9 năm 1988  | Cerro Tololo           | S. J. Bus                        |
| 17419 -              | 1988 RH13    | 14 tháng 9 năm 1988  | Cerro Tololo           | S. J. Bus                        |
| 17420 -              | 1988 RL13    | 14 tháng 9 năm 1988  | Cerro Tololo           | S. J. Bus                        |
| 17421 -              | 1988 SW1     | 16 tháng 9 năm 1988  | Cerro Tololo           | S. J. Bus                        |
| 17422 -              | 1988 SE2     | 16 tháng 9 năm 1988  | Cerro Tololo           | S. J. Bus                        |
| 17423 -              | 1988 SK2     | 16 tháng 9 năm 1988  | Cerro Tololo           | S. J. Bus                        |
| 17424 -              | 1988 SP2     | 16 tháng 9 năm 1988  | Cerro Tololo           | S. J. Bus                        |
| 17425                | 1989 AM3     | 4 tháng 1 năm 1989   | Siding Spring          | R. H. McNaught                   |
| 17426                | 1989 CS1     | 5 tháng 2 năm 1989   | Gekko                  | Y. Oshima                        |
| 17427 Poe            | 1989 CQ2     | 4 tháng 2 năm 1989   | La Silla               | E. W. Elst                       |
| 17428 Charleroi      | 1989 DL      | 28 tháng 2 năm 1989  | La Silla               | H. Debehogne                     |
| 17429 -              | 1989 GD1     | 3 tháng 4 năm 1989   | La Silla               | E. W. Elst                       |
| 17430                | 1989 KF      | 31 tháng 5 năm 1989  | Palomar                | H. E. Holt                       |
| 17431 Sainte-Colombe | 1989 RT      | 3 tháng 9 năm 1989   | Haute Provence         | E. W. Elst                       |
| 17432                | 1989 SR      | 29 tháng 9 năm 1989  | Kushiro                | S. Ueda, H. Kaneda               |
| 17433 -              | 1989 SV2     | 16 tháng 9 năm 1989  | La Silla               | E. W. Elst                       |
| 17434 -              | 1989 SN3     | 16 tháng 9 năm 1989  | La Silla               | E. W. Elst                       |
| 17435 di Giovanni    | 1989 SP3     | 16 tháng 9 năm 1989  | La Silla               | E. W. Elst                       |
| 17436 -              | 1989 SV3     | 16 tháng 9 năm 1989  | La Silla               | E. W. Elst                       |
| 17437 -              | 1989 SC4     | 16 tháng 9 năm 1989  | La Silla               | E. W. Elst                       |
| 17438 -              | 1989 SQ4     | 16 tháng 9 năm 1989  | La Silla               | E. W. Elst                       |
| 17439 -              | 1989 TR3     | 7 tháng 10 năm 1989  | La Silla               | E. W. Elst                       |
| 17440                | 1989 TP14    | 2 tháng 10 năm 1989  | La Silla               | H. Debehogne                     |
| 17441 -              | 1989 UE      | 20 tháng 10 năm 1989 | Kani                   | Y. Mizuno, T. Furuta             |
| 17442 -              | 1989 UO5     | 30 tháng 10 năm 1989 | Cerro Tololo           | S. J. Bus                        |
| 17443 -              | 1989 UU5     | 30 tháng 10 năm 1989 | Cerro Tololo           | S. J. Bus                        |
| 17444 -              | 1989 VQ1     | 3 tháng 11 năm 1989  | La Silla               | E. W. Elst                       |
| 17445 Avatcha        | 1989 YC5     | 28 tháng 12 năm 1989 | Haute Provence         | E. W. Elst                       |
| 17446 Mopaku         | 1990 BC2     | 23 tháng 1 năm 1990  | Kavalur                | R. Rajamohan                     |
| 17447 Heindl         | 1990 HE      | 25 tháng 4 năm 1990  | Palomar                | E. F. Helin                      |
| 17448                | 1990 HU1     | 27 tháng 4 năm 1990  | Siding Spring          | R. H. McNaught                   |
| 17449                | 1990 OD5     | 27 tháng 7 năm 1990  | Palomar                | H. E. Holt                       |
| 17450                | 1990 QO4     | 23 tháng 8 năm 1990  | Palomar                | H. E. Holt                       |
| 17451 -              | 1990 QF8     | 16 tháng 8 năm 1990  | La Silla               | E. W. Elst                       |
| 17452 Amurreka       | 1990 QE10    | 16 tháng 8 năm 1990  | La Silla               | E. W. Elst                       |
| 17453                | 1990 RQ9     | 14 tháng 9 năm 1990  | Palomar                | H. E. Holt                       |
| 17454 -              | 1990 SA7     | 22 tháng 9 năm 1990  | La Silla               | E. W. Elst                       |
| 17455 -              | 1990 SH7     | 22 tháng 9 năm 1990  | La Silla               | E. W. Elst                       |
| 17456 -              | 1990 SS7     | 22 tháng 9 năm 1990  | La Silla               | E. W. Elst                       |
| 17457                | 1990 SC11    | 16 tháng 9 năm 1990  | Palomar                | H. E. Holt                       |
| 17458 Dick           | 1990 TP7     | 13 tháng 10 năm 1990 | Tautenburg Observatory | L. D. Schmadel, F. Börngen       |
| 17459 Andreashofer   | 1990 TJ8     | 13 tháng 10 năm 1990 | Tautenburg Observatory | F. Börngen, L. D. Schmadel       |
| 17460 Mang           | 1990 TC11    | 10 tháng 10 năm 1990 | Tautenburg Observatory | L. D. Schmadel, F. Börngen       |
| 17461 -              | 1990 UD1     | 20 tháng 10 năm 1990 | Geisei                 | T. Seki                          |
| 17462 -              | 1990 UP1     | 22 tháng 10 năm 1990 | Kitami                 | K. Endate, K. Watanabe           |
| 17463 -              | 1990 UO5     | 16 tháng 10 năm 1990 | La Silla               | E. W. Elst                       |
| 17464 -              | 1990 VX1     | 11 tháng 11 năm 1990 | Fujieda                | H. Shiozawa, M. Kizawa           |
| 17465 Inawashiroko   | 1990 VU3     | 11 tháng 11 năm 1990 | Geisei                 | T. Seki                          |
| 17466 -              | 1990 VL4     | 15 tháng 11 năm 1990 | La Silla               | E. W. Elst                       |
| 17467 -              | 1990 VE6     | 15 tháng 11 năm 1990 | La Silla               | E. W. Elst                       |
| 17468 -              | 1990 WT6     | 21 tháng 11 năm 1990 | La Silla               | E. W. Elst                       |
| 17469                | 1991 BT      | 19 tháng 1 năm 1991  | Dynic                  | A. Sugie                         |
| 17470 -              | 1991 BX      | 19 tháng 1 năm 1991  | Kitami                 | K. Endate, K. Watanabe           |
| 17471                | 1991 EO2     | 11 tháng 3 năm 1991  | La Silla               | H. Debehogne                     |
| 17472 Dinah          | 1991 FY      | 17 tháng 3 năm 1991  | Ojima                  | T. Niijima, T. Urata             |
| 17473                | 1991 FM3     | 21 tháng 3 năm 1991  | La Silla               | H. Debehogne                     |
| 17474 -              | 1991 GK5     | 8 tháng 4 năm 1991   | La Silla               | E. W. Elst                       |
| 17475 -              | 1991 GA7     | 8 tháng 4 năm 1991   | La Silla               | E. W. Elst                       |
| 17476 -              | 1991 GG7     | 8 tháng 4 năm 1991   | La Silla               | E. W. Elst                       |
| 17477 -              | 1991 GN9     | 10 tháng 4 năm 1991  | La Silla               | E. W. Elst                       |
| 17478 -              | 1991 LQ      | 13 tháng 6 năm 1991  | Palomar                | E. F. Helin                      |
| 17479 -              | 1991 PV9     | 13 tháng 8 năm 1991  | Palomar                | E. F. Helin                      |
| 17480                | 1991 PE10    | 7 tháng 8 năm 1991   | Palomar                | H. E. Holt                       |
| 17481                | 1991 PE11    | 7 tháng 8 năm 1991   | Palomar                | H. E. Holt                       |
| 17482                | 1991 PY14    | 6 tháng 8 năm 1991   | Palomar                | H. E. Holt                       |
| 17483 -              | 1991 RA      | 2 tháng 9 năm 1991   | Siding Spring          | K. S. Russell                    |
| 17484 Ganghofer      | 1991 RY4     | 13 tháng 9 năm 1991  | Tautenburg Observatory | F. Börngen, L. D. Schmadel       |
| 17485                | 1991 RP9     | 5 tháng 9 năm 1991   | Siding Spring          | R. H. McNaught                   |
| 17486 Hodler         | 1991 RB41    | 10 tháng 9 năm 1991  | Tautenburg Observatory | F. Börngen                       |
| 17487                | 1991 SY      | 30 tháng 9 năm 1991  | Siding Spring          | R. H. McNaught                   |
| 17488 Mantl          | 1991 TQ6     | 2 tháng 10 năm 1991  | Tautenburg Observatory | L. D. Schmadel, F. Börngen       |
| 17489 Trenker        | 1991 TS6     | 2 tháng 10 năm 1991  | Tautenburg Observatory | F. Börngen, L. D. Schmadel       |
| 17490                | 1991 UC3     | 31 tháng 10 năm 1991 | Kushiro                | S. Ueda, H. Kaneda               |
| 17491                | 1991 UM3     | 31 tháng 10 năm 1991 | Kushiro                | S. Ueda, H. Kaneda               |
| 17492 Hippasos       | 1991 XG1     | 10 tháng 12 năm 1991 | Tautenburg Observatory | F. Börngen                       |
| 17493 Wildcat        | 1991 YA      | 31 tháng 12 năm 1991 | Palomar                | C. S. Shoemaker, D. H. Levy      |
| 17494 -              | 1992 AM3     | 11 tháng 1 năm 1992  | Mérida                 | O. A. Naranjo                    |
| 17495 -              | 1992 DY      | 27 tháng 2 năm 1992  | Uenohara               | N. Kawasato                      |
| 17496 Augustinus     | 1992 DM2     | 29 tháng 2 năm 1992  | Tautenburg Observatory | F. Börngen                       |
| 17497 -              | 1992 DO6     | 29 tháng 2 năm 1992  | La Silla               | UESAC                            |
| 17498 -              | 1992 EP4     | 1 tháng 3 năm 1992   | La Silla               | UESAC                            |
| 17499 -              | 1992 EJ5     | 1 tháng 3 năm 1992   | La Silla               | UESAC                            |
| 17500 -              | 1992 EQ10    | 6 tháng 3 năm 1992   | La Silla               | UESAC                            |